# Isla Ryker
La Isla Ryker es una prisión ficticia para criminales comunes y superhumanos en Marvel Comics. Es la contraparte del Universo Marvel de la isla Rikers del mundo real, la cárcel más grande de la ciudad de Nueva York.

## Biografía de la localidad ficticia
La Isla Ryker debe su nombre a Abraham Rycken (un colono holandés del siglo XVII) y era propiedad de su familia hasta 1884. El nombre de la isla terminó evolucionando a la Isla Ryker. La isla se convirtió entonces en un campo de entrenamiento militar durante la Guerra de Secesión. La familia Riker produjo un líder militar de los suyos en la persona de John Lafayette Riker (1822-1862) quien dirigió el 62 ª Regimiento de Voluntarios de Nueva York y fue asesinado en la Batalla de Fair Oaks.
En 1884, la familia de Riker vendió la isla a la Ciudad de Nueva York y fue convertida en una granja cárcel. En 1932, Nueva York la convirtió en una prisión para hombres. El edificio penitenciario original fue completado en 1935, permaneciendo en uso hasta el 2000. Dado que la isla tenía sólo 90 acre (364 217,4 m²) de tamaño, por los años 1950 las instalaciones fueron sobrevoladas con presos.
Por 1954, el vertedero había sido añadido a la isla expandiéndola artificialmente 415 acre (1,7 km²) de tamaño con sus instalaciones carcelarias expandidas. La Isla Ryker ahora mantenía prisioneros de ambos sexos. A comienzos de 1990, la Isla Ryker había sido sobrevolada con presos de nuevo. Esta vez, las autoridades añadieron una barcaza que sería capaz de acomodar 800 prisioneros.
La Isla Ryker tiene una larga historia de funcionarios penitenciarios que abusan de su autoridad. Hubo registros corporales de los internos no violentos ilegales, palizas, indiferencia o estímulo de la violencia entre los reclusos que han sido reportados en los últimos años. Las repetidas acusaciones o condenas del personal penitenciario no han podido resolver el problema.
La Isla Ryker tiene muchas celdas de seguridad para que cada una esté diseñada especialmente para cada super-prisionero que va de enemigos de Spider-Man, de los Vengadores, y los Cuatro Fantásticos. Esto era donde los supervillanos fueron encerrados antes de las construcciones de la Bóveda y la Balsa.

## Presos conocidos
- Blacklash
- Tarántula Negra
- Ráfaga
- Hermandad de mutantes diabólicos
  - Avalancha
  - Blob
  - Destiny
  - Buscavidas Hipnótico
  - Pyro
- Bullseye
- Carnage
- Juggernaut
- Ejecutores
  - Fancy Dan
  - Montana
  - Ox II
- Ogun
- Hombre Púrpura
- Kingpin
- Melter
- Mister Hyde
- Nitro
- Taskmaster
- Rhino
- Hombre de Arena
- Turk Barrett
- Ulik
- Líder
- Vin Gonzales
- Mago
- Brigada de Demolición
  -  Demoledor
  -  Bulldozer
  -  Martinete
  - Bola de Trueno
- Sapo
- Duende Verde
- Kaecilius
- Mandarín
- HYDRA
  - Cráneo Rojo
  - Barón Strucker
  -  Sin
  - Arnim Zola
  -  Calavera
  - Heinrich Zemo

## Otras versiones

### Age of X
En Age of X, la Isla Ryker fue utilizado para encarcelar a los mutantes capturados.

## En otros medios

### Televisión
- La Isla Ryker aparece en Spider-Man and His Amazing Friends episodio "Ataque del Aracnoide." Spider-Man es encarcelado allí cuando el doctor Zoltan Amadeus copió sus poderes y lo culpó. Por desgracia para Spider-Man, Escorpión también estaba en la Isla Ryker y atacó a Spider-Man. Blastaar, Electro, Klaw, y Mosca Humana hacen cameos como internos.
- La Isla Ryker es referenciada en Fantastic Four episodio "Ahí viene el Sub-Marinero." Después de la captura de señor de la guerra Krang, la Antorcha Humana menciona a Mister Fantástico que arrojó al Señor de la Guerra Krang a una "piscina" en la Isla Ryker.
- Isla Ryker aparece en Spider-Man episodio "Culpable." Aquí Robbie Robertson es enviado después de haber sido controlado mentalmente por Kingpin. Originalmente, Robbie se suponía que era enviado a la Penitenciaría del Estado de Nueva York, pero Kingpin y Alistair Smythe hackearon las computadoras para que Robbie sea enviado a la Isla Ryker. Una vez allí, Robbie terminó como compañero de celda de Richard Fisk y  Lápida. Ambos villanos terminaron con Robbie como rehén para hacer que su única salida sea frustrada por Spider-Man que se las arregla para exponer la parte de Richard en la inculpación de Robbie.
- La Isla Ryker aparece por primera vez en The Spectacular Spider-Man episodio "Terapia de Grupo." Después de ser liberado de Ravencroft, Electro desconecta el poder allí permitiendo al Doctor Octopus, Buitre, Hombre de Arena, Rhino, y los Ejecutores (Ox, Montana, y Fancy Dan) escapar. Ox y Fancy Dan son dejados con Hammerhead, mientras que Montana (al ponerse su traje de Shocker) se quedó con los otros villanos y escapó en un bote a motor para formar los Seis Siniestros para atacar a Spider-Man. Los villanos que lucharon contra Spider-Man fueron derrotados y enviados de regreso a la Isla Ryker, mientras que el Doctor Octopus y Electro fueron enviados a Ravencroft. En "Refuerzos", Buitre, Hombre de Arena y Rhino escaparon otra vez mientras que Mysterio, quién fue arrestado por los policías anteriormente se revela como un robot. En "Crisis de Identidad", Ned Leeds visita al Mysterio real en la Isla Ryker por su opinión si Peter Parker y Spider-Man son lo mismo.
- La Isla Ryker aparece por primera vez en Ultimate Spider-Man, segunda temporada, episodio 25, "El Regreso de los Seis Siniestros", cuando el Doctor Octopus y el Lagarto liberan a Rhino, Electro, Kraven el Cazador y Escorpión siendo equipados con tecnología robada de Oscorp. Spider-Man, Iron Patriot (Norman Osborn), Power Man, Puño de Hierro, White Tiger y Nova llegan a combatirlos, pero los blindados Seis Siniestros combinan sus ataques para acabar con Iron Patriot. Aunque un poco de esfuerzo, Spider-Man gana contra los Seis Siniestros a pesar de que el Doctor Octopus convierte a Norman Osborn en el Duende Verde de nuevo.
- La Isla Ryker aparece en las series de televisión Marvel Cinematic Universe (MCU) Daredevil y Luke Cage, aunque también se menciona en Jessica Jones y The Punisher. En Daredevil, el filántropo y señor del crimen caído en desgracia Wilson Fisk es encarcelado en la isla como consecuencia de haber sido expuesto por el detective Carl Hoffman y detenido por el justiciero Daredevil y Brett Mahoney. Mientras está allí, establece conexiones con otro recluso encarcelado, Frank Castle, y finalmente usa su influencia para ayudar a Castle a escapar de la Isla Ryker y usurpar a su compañero recluso Dutton, que había construido un imperio criminal y anteriormente controlaba las instalaciones. Más tarde soborna al director de la instalación, Riggle, para que permita que el recluso Jasper Evans atente contra su vida, convenciendo al F.B.I. que Fisk no estaba seguro en prisión y le permitió trasladarse al Hotel Presidencial en la ciudad de Nueva York, donde podría reasumir un control más directo sobre sus operaciones criminales. Matt Murdock luego se infiltra en la Isla Ryker para recopilar información sobre la liberación de Fisk, haciéndose pasar por Franklin Nelson para ingresar a las instalaciones. Mientras está allí, una enfermera corrupta lo asalta y lo droga, lo que embota sus sentidos sobrehumanos. Mientras está encerrado en una de las salas de profesores, Fisk lo llama y se burla de él con respecto a su visita anterior mientras todavía estaba encarcelado en la isla, y Fisk cuelga antes de que Murdock pueda responder. Luego se enfrenta y derrota con éxito a un grupo de reclusos enviados por Fisk para matar a Murdock, antes de escapar con éxito de la prisión con la ayuda de los guardias en medio de un motín en curso entre los reclusos.

### Películas
- En la película Spider-Man 3, otro oficial de policía le dice al capitán George Stacy que Flint Marko ha escapado de la Isla Ryker

### Videojuegos
- En un nivel del videojuego Punisher, El Punisher lucha contra los bandidos en una prisión. Se supone que es la Isla Ryker.
- Isla Ryker aparece en The Punisher. Allí, el Punisher es interrogado por el detective Martin Soap y la Teniente Molly Van Richtofen sobre los asesinatos que ha estado cometiendo (que son los distintos niveles del juego). Todos los niveles ocurren en el pasado, salvo el último nivel que transcurre en el presente en la Isla Ryker, donde el Punisher duerme a Richtofen con cloroformo y es liberado por Soap, decidido a detener una fuga en la prisión dirigida por Puzzle, el antagonista del juego, matando a todo prisionero en la isla, incluyendo al mismo Puzzle.
- Isla Ryker aparece como un nivel en Spider-Man: Web of Shadows. Spider-Man llega allí con el fin de liberar al Chapucero de la cárcel
- Isla Ryker aparece en Marvel: Ultimate Alliance 2. Los héroes que fueron rescatados por Nick Fury después del incidente en la planta química de Geffen-Meyer se infiltra en la Isla Ryker para llegar al portal que lleva a la  Prisión 42 en la Zona Negativa.
- La isla aparece en el videojuego Marvel's Spider-Man, estando presos villanos icónicos del arácnido como  Wilson Fisk,  Electro,  Scorpion, Vulture,  Rhino,  Shocker,  Mr. Negative y  Otto Octavius.